# Ayudante mayor
El ayudante mayor es el oficial que ayuda al mayor en sus funciones y le reemplaza en su ausencia.
La ordenanza española de 25 de julio de 1665 art. XXI. prescribe que los ayudantes mayores alternarán con los Tenientes y mandarán según la fecha de sus despachos, antes que los Tenientes creados después que ellos. Que si dichos ayudantes mayores han sido tenientes en los regimientos donde servían antes de ser ayudantes mayores, mandarán según la antigüedad de tales tenientes.
La de 25 de febrero de 1670 y de 24 de septiembre de 1677, dice que para que los Sargentos mayores y ayudantes mayores dediquen toda su aplicación a las funciones de sus empleos quiere S. M. que no puedan obtener otros mientras estén en estos.
El ayudante mayor se escogía por el Coronel entre los Capitanes o los tenientes del cuerpo y el que mostraba más talento, mejores disposiciones e inclinación a este empleo, era preferido. Los ayudantes mayores de infantería, de caballería, Dragones y de Húsares, fueron suprimidos por las ordenanzas de 25 de marzo de 1776 concernientes a estos cuerpos. Se conservaron tres en el regimiento de infantería del Rey, uno con el título de ayudante mayor y grado de Sargento mayor y los otros dos destinados el uno al tercero y el otro al cuarto batallón, con grado de Capitán Comandante o de Capitán en segundo {Orden de 1 de abril de 1776. art. X.)
Los ayudantes mayores de las plazas son capitanes o tenientes a quienes la edad, las heridas u otras enfermedades impiden de servir en la guerra sin imposibilitarlos para otras funciones menos penosas.
La ordenanza de 1 de marzo de 1761 instituye así sus funciones
- tit. 1. art. 17. Los ayudantes mayores de las plazas a quienes S. M. no ha dado orden para mandar en ausencia del Sargento mayor o de otros oficiales superiores, solo mandarán después de los Capitanes y antes de los Tenientes a menos que no hayan obtenido durante el tiempo de su servicio en las tropas el despacho de Capitán, en cuyo caso alternarán con los otros capitanes para el mando, según la antigüedad de sus patentes.
- Tit. 3. art. 6. Uno de los ayudantes mayores estará alternativamente de semana para reemplazar al Sargento mayor en todas las funciones que no puede evacuar pero esto no le dispensará del cuidado de la policía del cuartel que le hubiere tocado.
- Art. VII Los ayudantes mayores y sub-ayudantes mayores irán todas las mañanas a casa del sargento mayor de la plaza para informarle de lo que hubiere pasado en su cuartel durante la noche o por la mañana a la abertura de las puertas y para recibir sus órdenes.